# Henrikas Strolis
Henrikas Strolis (* 23. April 1979) ist ein litauischer Poolbillard- und Snookerspieler.

## Karriere
Bei der Europameisterschaft 2012 erreichte Henrikas Strolis den 33. Platz im 9-Ball sowie den 65. Platz im 10-Ball.
2013 hingegen erreichte er das Viertelfinale im 9-Ball, unterlag dort jedoch dem späteren Vize-Europameister Zoran Svilar. Zudem kam er im 14/1 endlos auf den 33. Platz.
Im September desselben Jahres nahm er erstmals an einer Weltmeisterschaft teil, schied aber bereits in der Vorrunde der 9-Ball-WM aus.
Bei der EM 2014 belegte Strolis den 33. Platz im 9-Ball. In den drei weiteren Disziplinen kam er jeweils auf den 65. Platz.
Außerdem nahm Strolis an mehreren Snookerturnieren teil. 2007 erreichte er das Viertelfinale der ukrainischen Meisterschaft, 2009 wurde er litauischer Vize-Meister.